# Asura melanoleuca
Asura melanoleuca är en fjärilsart som beskrevs av George Francis Hampson 1894. Asura melanoleuca ingår i släktet Asura och familjen björnspinnare. Inga underarter finns listade i Catalogue of Life.